# Siemens Mobility

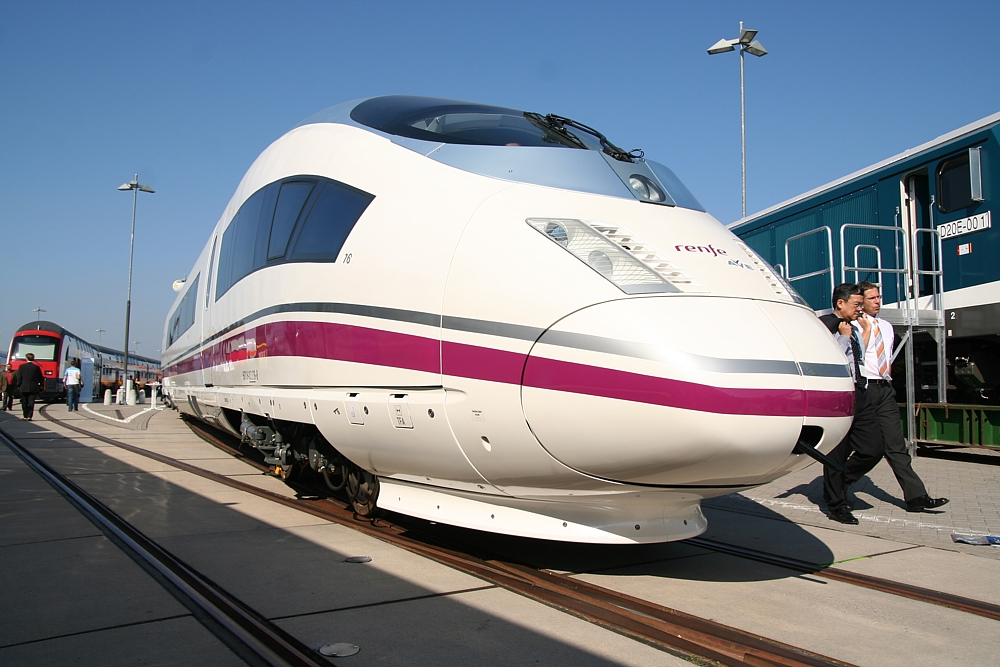
Siemens Velaro

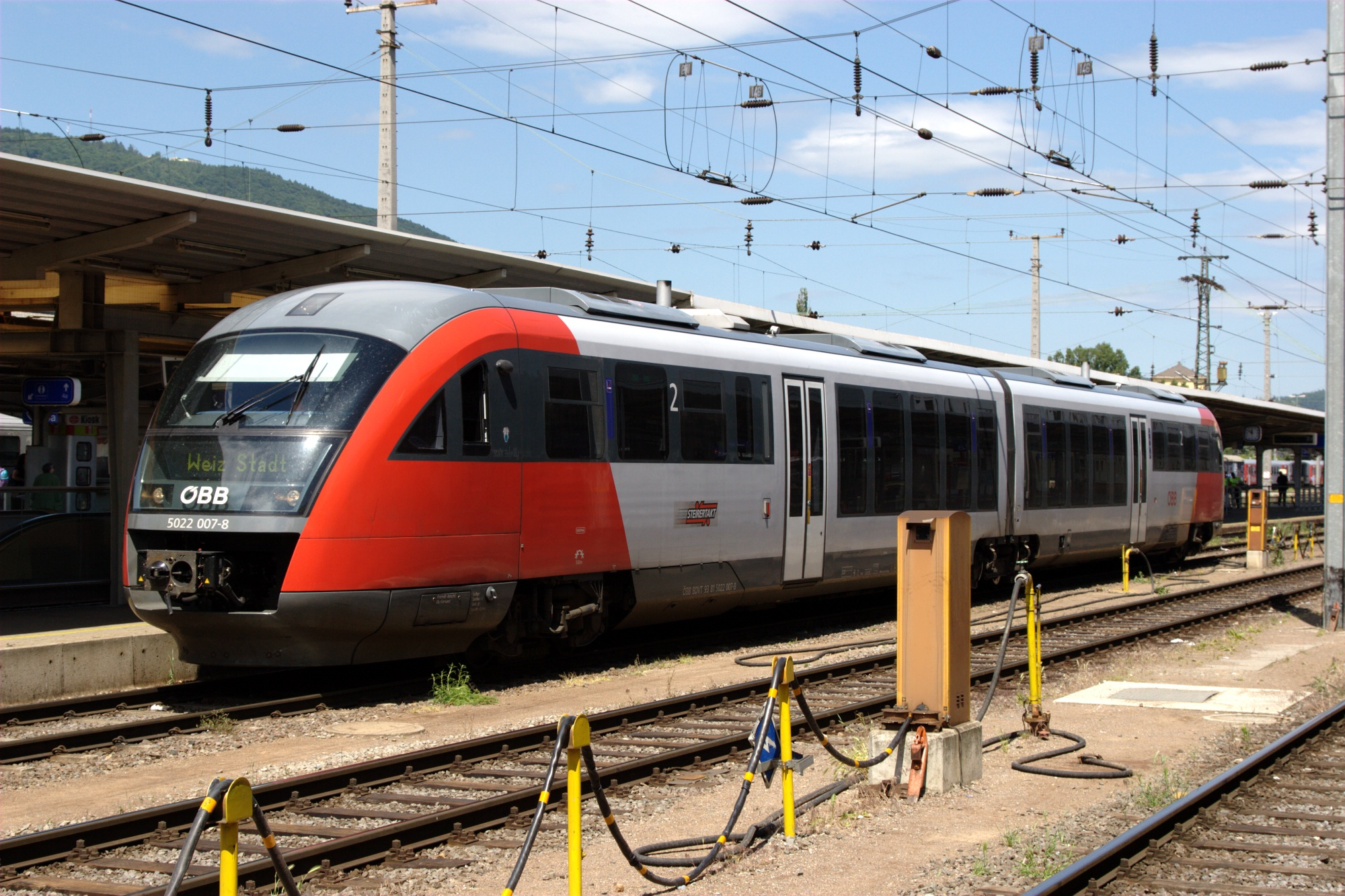
Siemens Desiro

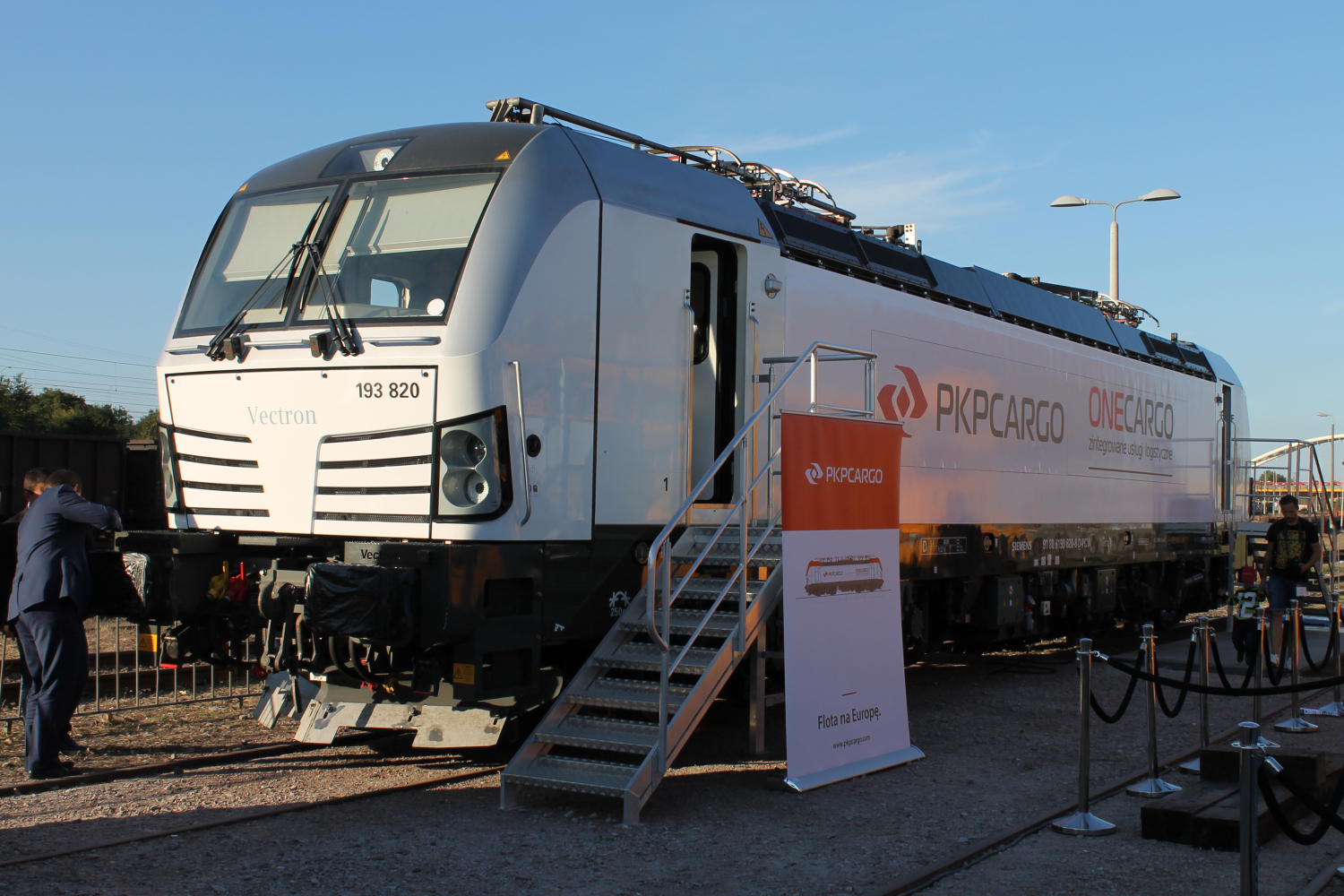
Siemens Vectron

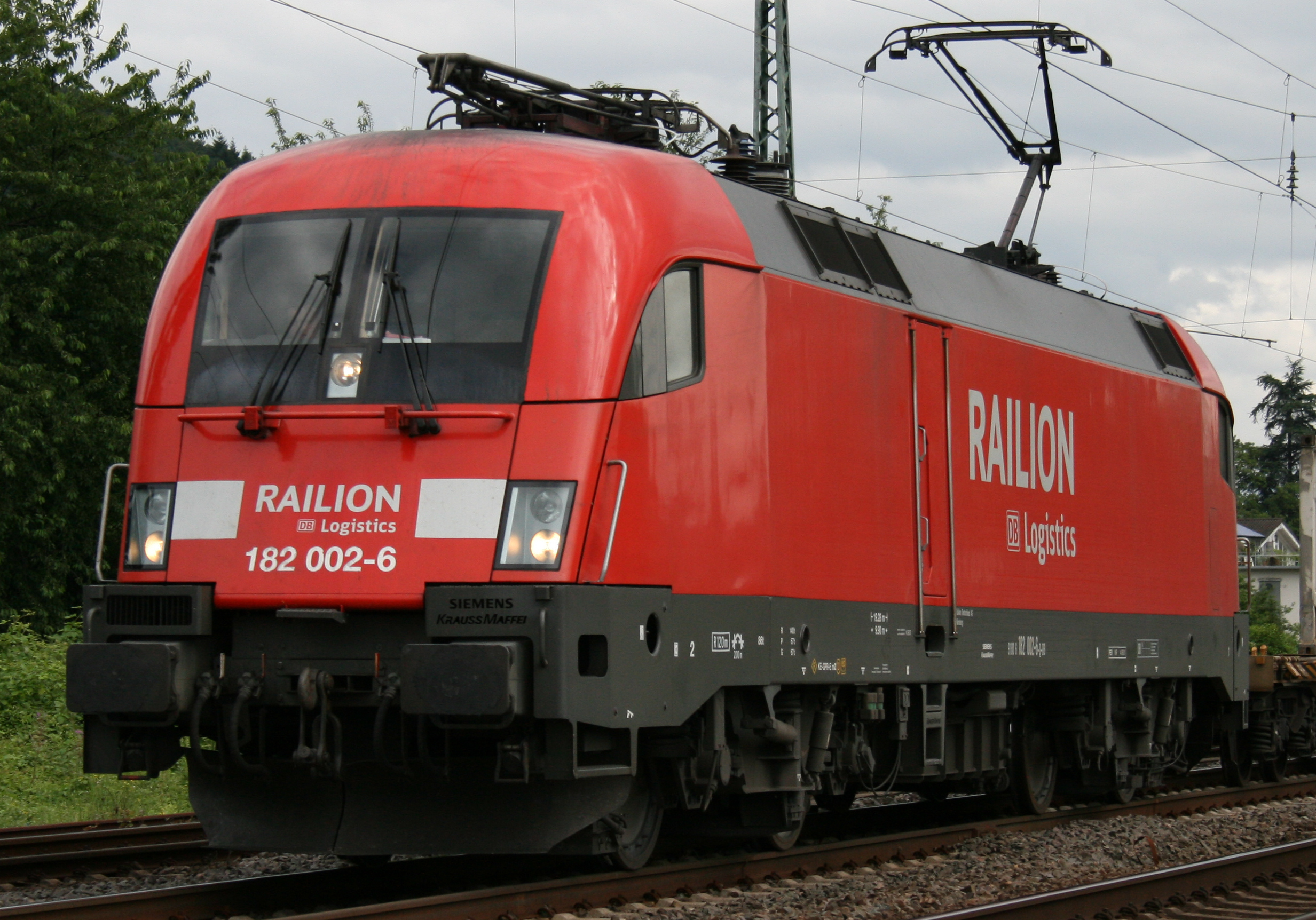
Eurosprinter ES64U4

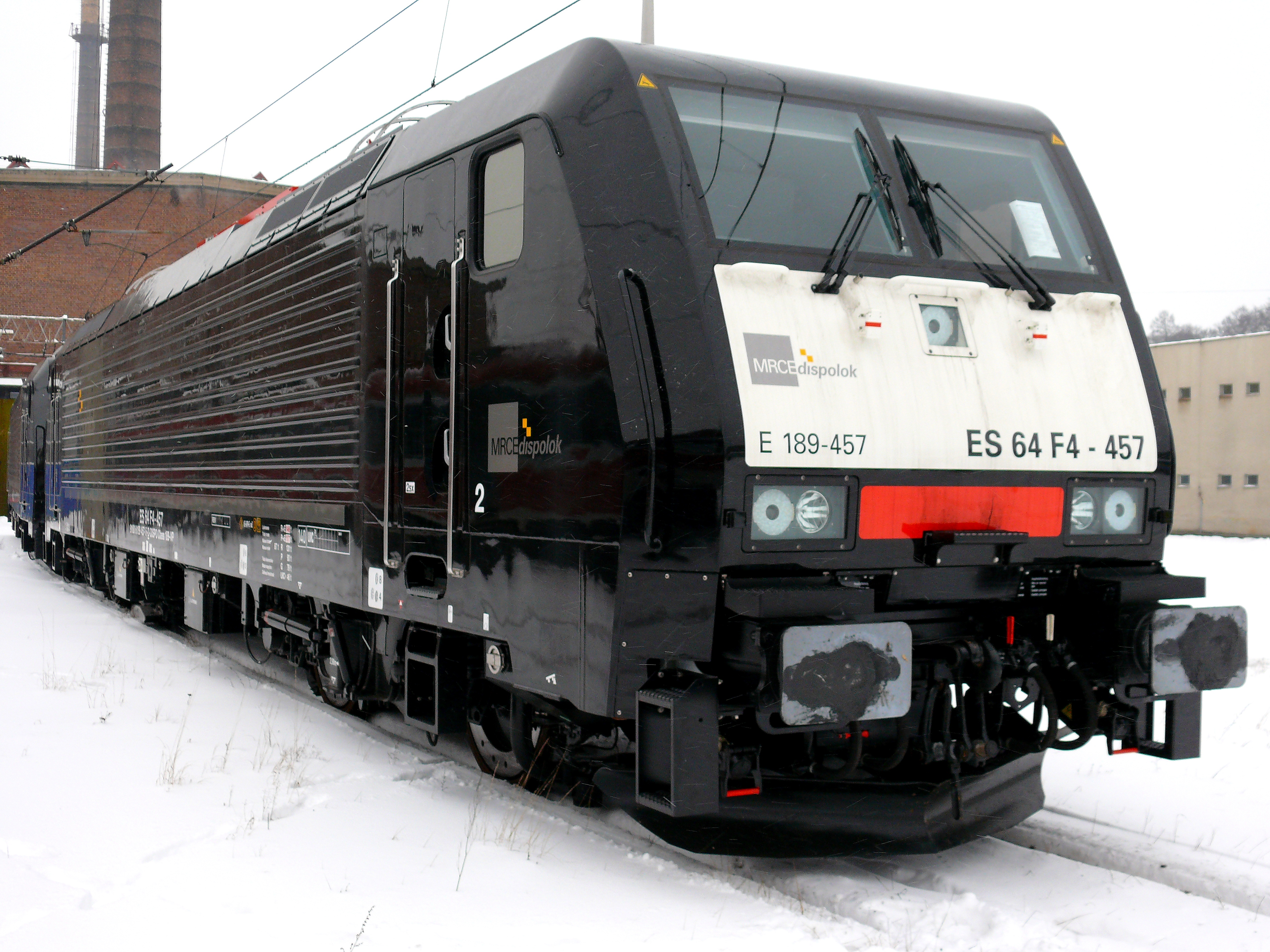
Siemens Eurosprinter ES64F4, E189, BR189

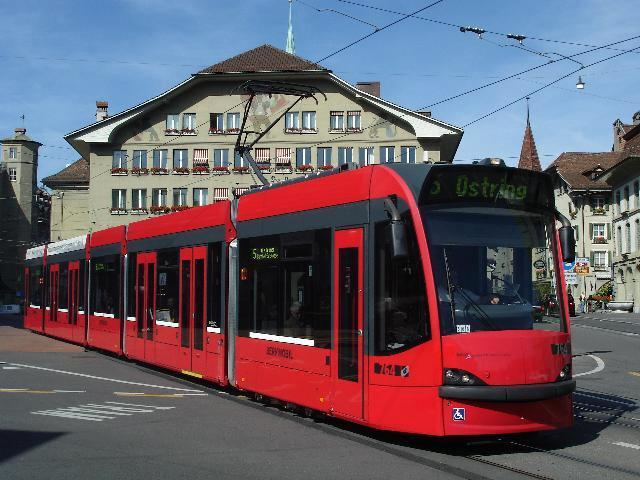
Tramwaje Siemens Combino

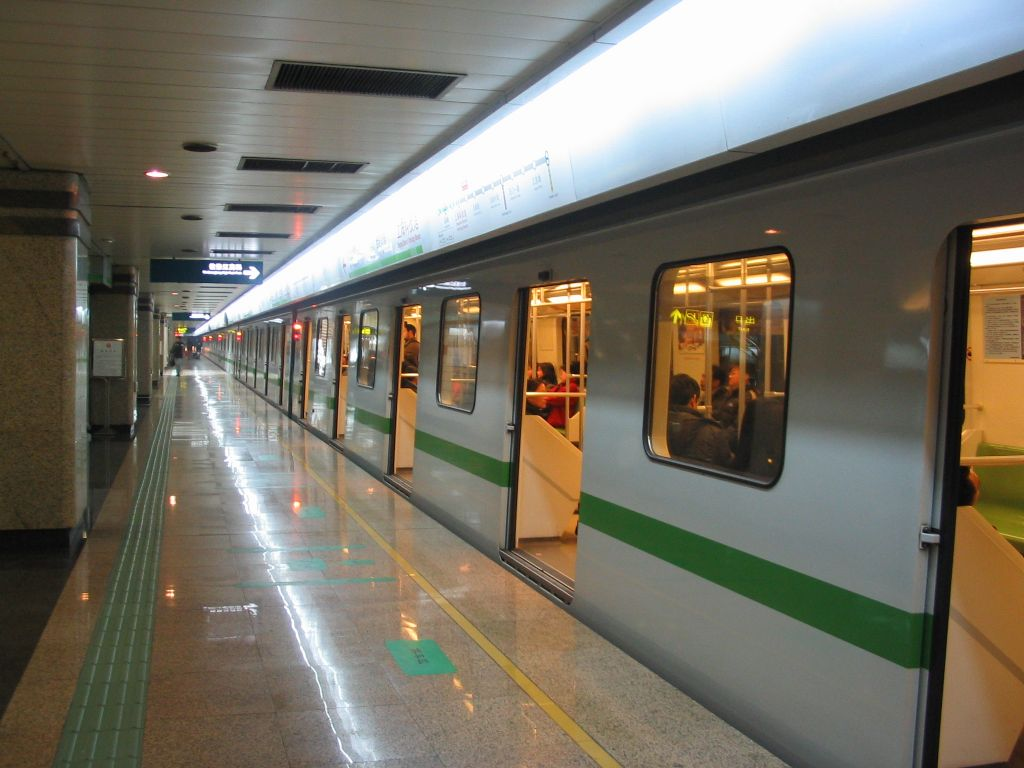
Shanghai Mo. Mo

Siemens Mobility GmbH (poprzednio jako pion w ramach koncernu Siemens Transportation Systems (TS), a wcześniej Verkehrstechnik (VT)) – niemieckie przedsiębiorstwo z siedzibą w Monachium, wchodzące w skład koncernu Siemens AG, zajmujące się głównie produkcją pojazdów szynowych.

## Produkty transportowe
- Siemens Velaro pociągi dużych prędkości ICE
- Siemens Desiro BR 642 typ: regionalny
- Siemens Vectron lokomotywa uniwersalna; od 2010
- Siemens EuroSprinter typ towarowy od 2003; typ uniwersalny od 2005
- Siemens British Rail Class 450 – skład podmiejski
- Siemens Combino – model tramwaju
- Siemens Combino Plus – model tramwaju